# Chip-Scale-Atomic-Clock

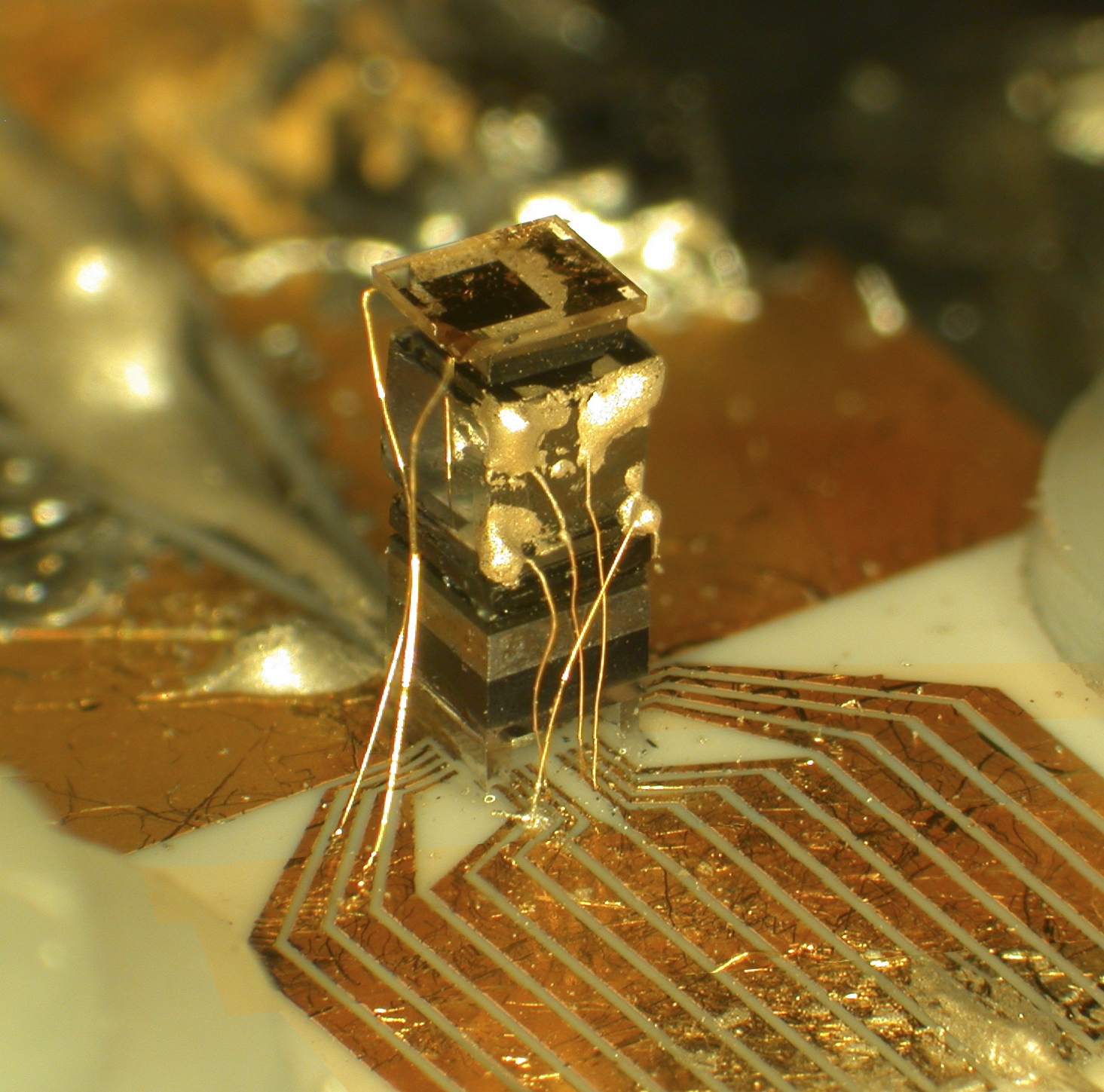
Prototyp einer CSAC am NIST

Aufbau einer CSAC

Eine Chip-Scale-Atomic-Clock (CSAC) ist eine miniaturisierte Atomuhr in der Größe eines Mikrochips mit einem Volumen unter 10 mm3, welche mit Hilfe von mikro-elektro-mechanischen Systemen (MEMS) hergestellt wird und einen möglichst kleinen Leistungsverbrauch aufweist, was unter anderem durch den Einsatz von Halbleiterlasern als Lichtquelle erreicht wird. Erste Arbeiten zu CSACs wurden von der Defense Advanced Research Projects Agency (DARPA) des US-Verteidigungsministeriums finanziert, mit dem Ziel Atomuhren in möglichst kleiner Bauform für den Einsatz in mobilen Geräten zur Verfügung zu haben. Daraus ergaben sich erste Patente am National Institute of Standards and Technology (NIST) im Jahr 2002. Die Frequenzstabilität von CSACs liegt bei 2,5·10−10 über 1 s und liegt etwa in der Größenordnung von herkömmlichen und im Aufbau größeren Atomuhren.

## Funktion
Herkömmliche CSAC verwenden Caesium (Cs) und sind im Prinzip wie anderen Caesium-Atomuhren aufgebaut, welche das 9.192.631.770-Fache der Periodendauer bei dem Übergang zwischen den beiden Hyperfeinstrukturniveaus des Grundzustands von Atomen des Nuklids 133Cs nutzen. In der CSAC wird dazu das Alkalimetall Caesium in einer kleinen lichtdurchlässigen Kapsel verdampft und der Halbleiterlaser durchstrahlt mit einem modulierten Laserstrahl diese Caesiumkapsel, welche am anderen Ende eine Fotodiode als optischen Detektor aufweist. Von der Fotodiode wird über einen Schleifenfilter ein Regelsignal für die Frequenzabweichung gewonnen, mit dem ein spannungsgesteuerter Quarzoszillator (VCXO) eingestellt wird welcher einerseits den Laserstrahl moduliert und als Quelle für das Taktsignal dient. Durch Frequenzteiler kann aus der Frequenz des Quarzoszillators die gewünschte und genaue Taktfrequenz, wie beispielsweise 10 MHz oder 1 Hz zur weiteren Verarbeitung gewonnen werden.
Der Leistungsverbrauch von CSAC liegt um oder unter 100 mW, im Vergleich weisen herkömmliche Atomuhren einen Leistungsverbrauch über 10 W auf. So ist beispielsweise im CSAC der Halbleiterlaser in Form eines Oberflächenemitters ausgeführt, welcher direkt in die darüber angeordnete Caesiumkapsel einstrahlt. Bei der Herstellung wird dabei auf etablierte Herstellungsverfahren aus der Halbleitertechnik in Kombination aus der Mikrosystemtechnik zurückgegriffen. Eine weitere Anpassung, welche die Miniaturisierung erst ermöglichte, ist das Ausnützen des kohärenten Dunkelzustandes statt der Verwendung eines Hohlraumresonator für Mikrowellen. Dieser Hohlraumresonator ist bei den eingesetzten Frequenzen ca. 3 cm lang und lässt sich prinzipbedingt nicht weiter verkleinern. Er stellt damit bei herkömmlichen Atomuhren eine Untergrenze für die Miniaturisierung dar.

## Einsatz
Chip-Scale-Atomic-Clocks sind als fertige Module für den Einsatz in elektronischen Schaltungen als hoch genauer Taktgeber, beispielsweise als Ersatz für beheizte Quarzoszillatoren, kommerziell verfügbar.